# Okupovaná Francie za druhé světové války
Území metropolitní Francie bylo okupováno státy Osy v důsledku bitvy o Francii a příměří uzavřeného 22. června 1940 v Compiègne. Došlo tak k rozdělení území na jižní část spravovanou kolaborující vládou ve Vichy a okupovanou severní část území s hlavním městem Paříž.

## Rozdělení území
Poražená Francie byla rozdělena následovně:
- Alsasko-Lotrinsko se stalo integrální součástí Německé říše stejně jako v letech 1871 až 1918.
- Severní část země okolo Lille byla zahrnuta pod vojenskou správu Belgie a severní Francie. V červenci 1944 byla vojenská správa změněna na civilní, říšským komisařem byl jmenován Josef Grohé.
- Na zbytku území byl vytvořen Francouzský stát (État Français), který však reálně kontroloval pouze území ležící na jih a východ od demarkační linie, nazývané také svobodná zóna (zone libre) o rozloze 246 618 km². Jeho vláda sídlila ve městě Vichy, proto vešel do historie pod označením Vichistická Francie. V listopadu 1942 proběhla Operace Anton, při níž Němci obsadili i svobodnou zónu a pravomoci vichistické vlády byly ještě více okleštěny, zesílily také represe vůči Židům.
- Zbytek Francie včetně Paříže byl ovládán německou armádou – okupovaná zóna (zone occupée) Na jejím území pobývalo v roce 1941 100 000 německých vojáků, hlavním velitelem byl v letech 1940–1942 Otto von Stülpnagel a v letech 1942–1944 Carl-Heinrich von Stülpnagel. Civilní obyvatelstvo bylo odvlékáno na nucené práce do Říše, byl zaveden přídělový systém na potraviny.
- Menší část území podél italských hranic okupovali Italové, přiléhalo k ní padesátikilometrové demilitarizované pásmo. V listopadu 1942 Itálie anektovala Korsiku, která byla vyklizena v září 1943 v důsledku příměří z Cassibile a stala se tak první osvobozenou částí Francie.

Součástí okupované Francie byly i dvě zakázané zóny (zone interdite). Ta první, zone côtière, lemovala pobřeží Atlantiku od Dunkerque po Hendaye do vzdálenosti dvacet až třicet kilometrů. Měla strategický význam jako součást Atlantického valu a vstup civilistů byl možný pouze na zvláštní povolení. V severovýchodní Francii byla zřízena vyhrazená zóna (zone réservée) sahající od ústí řeky Sommy po švýcarskou hranici. Nacistické vedení plánovalo osídlit tuto oblast německými občany, proto byl 9. července 1940 vydán zákaz návratu válečných uprchlíků a zemědělskou půdu zabavila organizace Ostdeutsche Landbewirtschaftungsgesellschaft. Záměry okupantů však nebyly nikdy naplněny: vzhledem k probíhající válce se v Německu nenašel dostatek zájemců o přesídlení a potřeba zajistit ekonomické fungování oblasti si vynutila vydávání propustek stále většímu množství Francouzů, v prosinci 1941 přestaly být hranice zóny hlídány.

## Okupační režim
Za okupace odešly z Paříže téměř dvě třetiny obyvatel, jen asi milion lidí v metropoli zůstal. Z důvodu obav z občanských nepokojů byl vyhlášen zákaz nočního vycházení. Postupně byly vytvářeny nápisy v němčině, hodiny byly nastaveny podle německého času a byl vyhlášen nový směnný kurs mezi říšskou markou a francouzským frankem. Všeobecný nedostatek zboží a přídělový systém přinesly rozvoj černého trhu, nedostatek benzínu zase rozvoj alternativních způsobů dopravy, jako byly fiakry, cyklotaxi a koňské povozy. Většina stanic pařížského metra byla uzavřena již v roce 1939 po vyhlášení mobilizace.
Dne 6. června 1944 začalo obsazování francouzského území spojeneckými jednotkami a 25. srpna byla osvobozena Paříž. V prosinci 1944 byla německá okupace Francie ukončena i de jure.